# Arregui, la noticia del día
Arregui, la noticia del día es una película cómica argentina dirigida por María Victoria Menis sobre su propio guion escrito en colaboración con Diana Iceruk que se estrenó el 2 de agosto de 2001 y que tuvo como protagonistas a Enrique Pinti y Carmen Maura.

## Sinopsis
Leopoldo Arregui es un oscuro empleado del sector de atención al público en el Archivo de Tribunales que cuando se entera de que padece una enfermedad terminal comienza a replantearse su vida, pero en tono de comedia.

## Reparto
- Enrique Pinti	... 	Leopoldo Arregui
- Carmen Maura	... 	Isabel
- Damián Dreizik	... 	Gabi (como Damián Dreizik)
- Lucrecia Capello	... 	Silvia
- Daniel Casablanca	... 	Beto Arregui
- Alicia Mouxaut	... 	Perla
- Vanessa Weinberg	... 	Marta Arregui (como Vanesa Weinberg)
- Alicia Zanca	... 	Enfermera
- Jorge Suárez	... 	Dr. Inchausti
- Claudia Lapacó	... 	Chantal
- Alberto Anchart
- Lisette García Orsu	... 	Salomé
- Marcelo Xicarte	... 	Ramírez
- Luis Ziembrowski	... 	Médico
- Silvina Bosco	... 	Norma
- Luis Herrera	... 	Colectivero
- Miguel Ángel Porro	... 	Portero
- Juan Alari	... 	Jonathan (como Juan Manuel Alari)
- Silvina Sabaté	... 	Engloeda Hoep
- Sergio Lapegüe	... 	Periodista 1
- Gustavo Monje	... 	Periodista 2
- Virginia Lombardo	... 	Periodista 3
- Esteban Menis	... 	Periodista 4
- Jorge Noya	... 	Clerico locutor
- Alfredo Allende	... 	Mendigo
- Silvana Silveri	... 	Vecina de Gaby (como Silvana Silveris)
- Ricardo Sandra	... 	Almacenero
- Laura Palmucci	... 	Almacenera
- Fernando Menis	... 	Muchacho #1
- Claudio Mattos	... 	Muchacho #2
- Fernando Ribero	... 	Muchacho #3
- Héctor Menis	... 	Pasajero de taxi
- Ariel Bonomi	... 	Comisario
- Martín Coria	... 	Camillero
- Saúl Cherñajovsky	... 	Don Carlos
- María Moskovich	... 	Mujer
- Abel Teller	... 	Hombre
- Hernán Weisz	... 	Chico
- Anne Barfoot	... 	Acordeonista
- Alfredo Hess	... 	Violinista
- Cristina Tamaro
- Azucena Petro	... 	Clienta de Marta
- Alejandro Assel	... 	Policía
- Lucho Iutch	... 	Abogado

## Comentario
Esta película fue exhibida como invitada en los festivales de San Pablo (Brasil), Ginebra (Suiza), Islantilla (España), Chicago, San Diego y Miami (Estados Unidos). 